# Przemysław Gawrych
Przemysław Gawrych (ur. 1 lutego 1982 w Poznaniu) – polski kajakarz, medalista mistrzostw świata, mistrz Polski.

## Kariera sportowa
Był zawodnikiem Posnania. Jego największymi sukcesami w karierze były dwa brązowe medale mistrzostw świata w konkurencji K-4 1000 m w 2005 (partnerami byli Paweł Baumann, Adam Wysocki i Marek Twardowski) i w K-4 500 m w 2006 (partnerami byli Paweł Baumann, Adam Wysocki i Tomasz Mendelski). Ponadto na mistrzostwach świata w 2009 zajął 6 m. w konkurencji K-4 1000 m. Na mistrzostwach Europy zajmował miejsca: 9. (K-4 200 m) i 6. (K-4 500 m) w 2004, 9. (K-4 500 m) w 2005, 4. (K-4 500 m) i 5. (K-4 1000 m) w 2006.
Sześciokrotnie zdobył mistrzostwo Polski:
- K-4 200 m: 2002, 2007
- K-4 500 m: 2002
- K-4 1000 m: 2002, 2003, 2006